# 귀이개

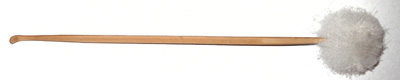
대나무 귀이개

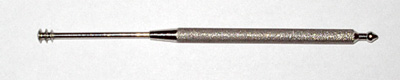
금속 귀이개

귀이개는 사람의 귀 속에 있는 귀지를 닦아내는 데에 쓰이는 퀴레트의 일종이다. 이자(耳子)라고도 한다. 같은 뜻으로 흔히 쓰이는 귀후비개는 귀이개의 강원, 경남, 충청 방언이다. 대나무로 만들거나, 은, 금과 같은 금속 물질도 사용하기도 하지만, 이제는 스테인리스강이나 플라스틱으로 주로 만든다.

## 사용
귓구멍이 어떠한 까닭에 가려울 때, 사람은 대체로 새끼 손가락으로 긁으려고 한다. 그러나 그 손가락이 귓볼의 안쪽까지만 들어가지, 귓구멍의 안쪽까지 손가락이 들어가지 못한다. 그러므로 가는 막대 도구를 이용하여 귀의 안쪽을 긁는 것이다. 이러한 도구를 귀이개라고 부른다. 사용하기 앞서 소독을 위해 귀이개를 불로 뜨겁게 달구기도 한다.

## 종류
- 원반형: 스테인레스 등의 금속으로 되어 있다.
- 코일형: 가는 철사를 코일 모양로 감아 그 틈새에 따라 귀지를 걷어낸다.
- 철사형
- 실리콘 칩: 원반형과 코일형이 절충된 것이다.

## 주의
귀이개를 너무 많이 사용하면, 귓구멍에 염증이 생길 수도 있으므로 주의해야 한다. 의학적으로는 귀지에는 균의 번식을 억제하여 피부를 보호하는 효능이 있다고 알려져 있으므로 빈번하게 귀를 파지 않아도 된다. 그리고 여러 사람이 사용한 도구를 다른 사람에게도 사용할 수도 있기 때문에 위생에서 문제가 있을 수 있다.

## 같이 보기
- 귀지
- 효자손
- 이경